# Sächsische Längsschnittstudie
| Leiter:        | Hendrik Berth, Elmar Brähler, Peter Förster, Yve Stöbel-Richter, Markus Zenger                                                                                        |
| Gründungsjahr: | 1987 |
| Ort:           | Dresden und Leipzig |
| Anschrift:     | Sächsische Längsschnittstudie Universitätsklinikum Carl Gustav Carus FG Angewandte Medizinische Psychologie und Medizinische Soziologie Fetscherstr. 74 01307 Dresden |
| Website:       | www.wiedervereinigung.de/sls |

Die Sächsische Längsschnittstudie wurde 1987 in Leipzig am Zentralinstitut für Jugendforschung der DDR ins Leben gerufen. In nahezu jährlichem Rhythmus wird seitdem ein identisches Panel befragt. Schwerpunkt der Studie ist die sozialwissenschaftliche Erforschung des Erlebens der Wiedervereinigung.

## Hintergrund
Das Zentralinstitut für Jugendforschung (1966 bis 1990, Leitung: Walter Friedrich) führte in der DDR im Rahmen seiner wissenschaftlichen
Untersuchungen zur Jugendentwicklung zahlreiche Befragungen bei Kindern und Jugendlichen durch, häufig im Auftrag des staatlichen Amtes für Jugendfragen. 1987 begann in Kooperation mit der Karl-Marx-Universität Leipzig und der Pädagogischen Hochschule Zwickau eine ursprünglich auf drei Jahre angelegte Befragung damals 14-jähriger Schüler (mehr als 1400 Teilnehmer). Die Ergebnisse aus dieser ersten Phase der Studie vor der Wende (1987–Frühjahr 1989) widerspiegeln die Enttäuschungen der damals 14- bis 16-jährigen Panelmitglieder vom Sozialismus in den letzten Jahren der DDR.
Dann kam die friedliche Revolution im Herbst 1989 und die deutsche Wiedervereinigung am 3. Oktober 1990. 587 Studienteilnehmer erklärten sich zur weiteren Mitarbeit bereit. Unter erheblichem Aufwand wurde die Studie seitdem fortgesetzt. Mehr als 300 Personen nehmen nach wie vor teil. Bei der Sächsischen Längsschnittstudie handelt es sich nicht um eine ein- oder mehrmalige Meinungsumfrage, sondern um eine in ihrer Anlage ungewöhnliche, weil Gesellschaftssysteme übergreifende sozialwissenschaftliche Langzeitforschung. Seit 2002 (16. Erhebungswelle) wird auch das Thema Arbeitslosigkeit und Gesundheit intensiv untersucht. Einen weiteren Schwerpunkt der Studie stellen Fragen zu Partnerschaft und Familiengründung bei jungen Erwachsenen dar. Die 31. Welle fand 2019/2020 statt.
Die Durchführung der Sächsischen Längsschnittstudie wurde u. a. finanziell unterstützt von der DFG, der Friedrich-Ebert-Stiftung, der Hans-Böckler-Stiftung, der Otto-Brenner-Stiftung der Rosa-Luxemburg-Stiftung, der Bundesstiftung zur Aufarbeitung der SED-Diktatur und dem Sächsischen Staatsministerium für Wissenschaft und Kunst. Die Fragebogen und Daten der Studie sind bei GESIS archiviert.

## Teilnehmer
Alle Teilnehmer besuchten 1987 die 8. Klassenstufe einer Polytechnischen Oberschule in der DDR. Die Teilnehmer waren etwa 14 Jahre alt. Die Stichprobe war repräsentativ für den DDR-Geburtsjahrgang 1973 zusammengestellt. Schüler von 72 Klassen aus 41 Schulen, die nach dem Zufallsprinzip ausgewählt wurden, wurden befragt. Unter den Teilnehmern finden sich die Geschlechter annähernd gleich verteilt.
| Welle | Jahr | Teilnehmer |
| 1     | 1987 | 1407       |
| 3     | 1989 | 1281       |
| 6     | 1991 | 220        |
| 10    | 1994 | 259        |
| 14    | 2000 | 398        |
| 16    | 2002 | 420        |
| 18    | 2004 | 414        |
| 20    | 2006 | 393        |
| 22    | 2008 | 381        |
| 24    | 2010 | 326        |
| 26    | 2012 | 350        |
| 28    | 2015 | 337        |
| 30    | 2017 | 313        |
| 32    | 2021 | 320        |

Zum Zeitpunkt der 30. Welle (2017) waren die Teilnehmer ca. 45 Jahre alt. Die meisten leben in einer Partnerschaft (56 % verheiratet, 33 % ledig, 10 % geschieden, 1 % verwitwet). 77 % haben Kinder. Von den Teilnehmern verfügen 49 % über Facharbeiterabschluss, 23 % über einen Fachschulabschluss und 22 % über Hochschulabschluss, nur 2 % haben keine abgeschlossene Berufsausbildung. 21 % der Teilnehmer leben im Ausland oder den alten Bundesländern.

## Fragestellungen
Die Sächsische Längsschnittstudie untersucht u. a. die folgenden Fragestellungen:
- Was ist langfristig und grundsätzlich gesehen, über aktuelle Stimmungen hinaus, seit der Wiedervereinigung von DDR und Bundesrepublik in den Köpfen junger Ostdeutscher, in ihrem politischen Bewusstsein vor sich gegangen?
- Wie haben sich in dieser Zeit ihre Lebensverhältnisse, ihr Denken und Fühlen verändert?
- Teilen sie die Auffassung, dass die Ziele der friedlichen Revolution im Herbst 1989 heute verwirklicht sind und die Ostdeutschen damit die Freiheit errungen haben?
- Sind sie froh, in einem geeinten Deutschland zu leben oder hätten sie lieber die DDR zurück?
- Welche Nachwirkungen hat die in der DDR erfahrene Sozialisation?
- Fühlen sie sich als Bürger der Bundesrepublik oder noch als DDR-Bürger?
- Sind sie davon überzeugt, dass der Kapitalismus das Beste ist?
- Was halten sie nach dem selbst erlebten Zusammenbruch des Sozialismus noch von sozialistischen Idealen?
- Waren sie arbeitslos und was hat das bei ihnen bewirkt? Haben sie die Erfahrung gemacht, dass jeder, der Arbeit sucht, auch Arbeit findet?
- Wie zuversichtlich sehen sie ihre eigene Zukunft und die ihrer Kinder?
- Wir wirkt sich bei jungen Ostdeutschen der Umzug in die alten Bundesländer aus?
- Was beeinflusst Partnerschaft und Familiengründung bei jungen Erwachsenen?
- Welche Unterschiede gibt es zwischen den Geschlechtern im Hinblick auf die Fragestellungen?

## Einzelergebnisse der Sächsischen Längsschnittstudie

### Beurteilung der deutschen Einheit
Seit 1992 lag die Zustimmung der Panelteilnehmer zur deutschen Einheit bei über 80 %. 2007 bejahten sie 86 %. Dieses Ergebnis bestätigte eine Umfrage der Mannheimer Forschungsgruppe Wahlen vom Oktober 2009. Zwar lehnte der Mehrheit der Teilnehmer eine Rückkehr zu den politischen und gesellschaftlichen Verhältnissen der DDR mehrheitlich ab, doch nahm die Zustimmung zur Wende von 80 % im Jahr 1992 auf 71 % im Jahr 2007 ab. Dieser Trend setzte Mitte der 1990er Jahre ein und brachte die Unzufriedenheit mit wirtschaftlichen Verhältnissen und Erfahrungen mit Arbeitslosigkeit zum Ausdruck.

### Die Bewertung des politischen Systems
Aus der großen Zustimmung der Panelteilnehmer zur deutschen Einheit ließ sich prinzipiell nicht auf die Zufriedenheit mit dem jetzigen Gesellschaftssystem schließen. Umfragen zufolge seien Ostdeutsche weniger zufrieden mit dem politischen System der Bundesrepublik. Nur 38 % der Panelteilnehmer zeigte sich bei der Erhebung 2007 zufrieden oder sehr zufrieden mit der Demokratie und nur 33 % der Teilnehmer waren zufrieden oder sehr zufrieden mit dem politischen System und der gegenwärtigen Wirtschaftsordnung (27 %). Die Idee der Demokratie werde in Ost und West in gleichem Maße von fast allen Teilnehmern unterstützt, bei der Bewertung der demokratischen Praxis kommt die Demokratie in den neuen Bundesländern jedoch deutlich schlechter weg. Die Politikwissenschaftlerin Bettina Westle führt die Unterschiede auf die Etablierung eines eigenständigen Demokratieideals in Ostdeutschland zurück, welches sich an der Vorstellung eines dritten Weges, dem des demokratischen Sozialismus, orientiere. Zudem werde staatlich regulierendes Eingreifen zugunsten einer gesellschaftlichen Umverteilung und sozialer Gleichheit mehr befürwortet. Der Religions- und Kultursoziologe Detlef Pollack benennt für die geringere Demokratiezufriedenheit in den neuen Bundesländern drei Faktoren: Erstens die negative ökonomische Lage. Zweitens würden sich viele Ostdeutsche als Bürger zweiter Klasse diskriminiert fühlen. Drittens werde die gesellschaftliche und soziale Gerechtigkeit als ungenügend verwirklicht empfunden. Freiheit werde von Westdeutschen hauptsächlich im Sinne von Handlungsfreiheit wertgeschätzt, während ostdeuschte Bürger den Begriff Freiheit eher mit „Freiheit von Not“ assoziierten.

## Veröffentlichungen (Auswahl)

### Bücher
- H. Berth, E. Brähler, M. Zenger, Y. Stöbel-Richter (Hrsg.): 30 Jahre ostdeutsche Transformation. Sozialwissenschaftliche Ergebnisse und Perspektiven der Sächsischen Längsschnittstudie. Psychosozial-Verlag, Gießen 2020, ISBN 978-3-8379-2784-9
- H. Berth, E. Brähler, M. Zenger, Y. Stöbel-Richter (Hrsg.): Gesichter der ostdeutschen Transformation. Die Teilnehmerinnen und Teilnehmer der Sächsischen Längsschnittstudie im Porträt. Psychosozial-Verlag, Gießen 2015, ISBN 978-3-8379-2536-4
- H. Berth, E. Brähler, M. Zenger, Y. Stöbel-Richter (Hrsg.): Innenansichten der Transformation. 25 Jahre Sächsische Längsschnittstudie (1987 bis 2012). Psychosozial-Verlag, Gießen 2012, ISBN 978-3-8379-2227-1
- H. Berth, P. Förster, E. Brähler, Y. Stöbel-Richter: Einheitslust und Einheitsfrust. Junge Ostdeutsche auf dem Weg vom DDR- zum Bundesbürger. Eine sozialwissenschaftliche Langzeitstudie von 1987–2006. Psychosozial-Verlag, Gießen 2007, ISBN 978-3-8980-6589-4
- P. Förster: Junge Ostdeutsche auf der Suche nach der Freiheit. Eine Längsschnittstudie zum politischen Mentalitätswandel bei jungen Ostdeutschen vor und nach der Wende. Leske + Budrich, Opladen 2002, ISBN 978-3-8100-3452-6
- P. Förster, Y. Stöbel-Richter, H. Berth, E. Brähler: Die deutsche Einheit zwischen Lust und Frust. Ergebnisse der „Sächsischen Längsschnittstudie“. Arbeitshefte der Otto Brenner Stiftung, Band 60 (PDF; 1,4 MB). Otto Brenner Stiftung, Frankfurt am Main 2009, ISSN 1863-6934
- Y. Stöbel-Richter: Fertilität und Partnerschaft. Eine Längsschnittstudie zu Familienbildungsprozessen über 20 Jahre. Psychosozial-Verlag, Gießen 2010, ISBN 978-3-8379-2026-0

### Zeitschriftenbeiträge und Buchkapitel
- H. Berth, P. Förster, F. Balck, E. Brähler, Y. Stöbel-Richter: Der Einfluss des frühkindlichen Krippenbesuchs auf die Psyche im jungen Erwachsenenalter. In: Psychotherapie, Psychosomatik, Medizinische Psychologie, 2010, 60, S. 73–77.
- H. Berth, P. Förster, F. Balck, E. Brähler, Y. Stöbel-Richter: Erfahrungen ostdeutscher Jugendlicher auf dem Weg vom DDR- zum Bundesbürger. Ergebnisse aus 20 Jahren Sächsische Längsschnittstudie. In: M. Busch, J. Jeskow, R. Stutz (Hrsg.): Zwischen Prekarisierung und Protest. Die Lebenslagen und Generationsbilder von Jugendlichen in Ost und West. Transcript Verlag, Bielefeld, 2010, S. 175–194.
- H. Berth, P. Förster, E. Brähler, M. Zenger, Y. Stöbel-Richter: „Wir Thälmannpioniere lieben unser sozialistisches Vaterland, die Deutsche Demokratische Republik.“ – Was bleibt davon nach 20 Jahren? In: E. Brähler, I. Mohr (Hrsg.): 20 Jahre deutsche Einheit – Facetten einer geteilten Wirklichkeit. psychosozial Verlag, Gießen 2010, S. 155–171.
- H. Berth, P. Förster, E. Brähler, M. Zenger, Y. Stöbel-Richter: 20 Jahre deutsche Wiedervereinigung aus der Sicht einer Gruppe ostdeutscher Erwachsener. Ergebnisse der Sächsischen Längsschnittstudie 1987 bis 2009. In: Deutschland Archiv, 2010, 43, S. 787–794.
- H. Berth, P. Förster, K. Petrowski, A. Hinz, F. Balck, E. Brähler, Y. Stöbel-Richter: Vererbt sich Arbeitslosigkeit? In: Zeitschrift für Psychotraumatologie, Psychotherapiewissenschaft, Psychologische Medizin, 2010, 8, S. 35–43.
- H. Berth, P. Förster, E. Brähler, A. Fleischmann, M. Zenger, Y. Stöbel-Richter: Arbeitslosigkeit und körperliche Gesundheit – Ausgewählte Ergebnisse einer Längsschnittstudie. In H. Fangerau, S. Kessler (Hrsg.): Achtung und Missachtung in der Medizin (S. 215–232). Freiburg: Alber, 2013.
- H. Berth, P. Förster, E. Brähler, M. Zenger, A. Zimmermann, Y. Stöbel-Richter: Wer sind die Verlierer der deutschen Einheit? Ergebnisse aus der Sächsischen Längsschnittstudie. In: E. Brähler, W. Wagner (Hrsg.): Kein Ende mit der Wende? Perspektiven aus Ost und West (S. 75–87). psychosozial-Verlag, Gießen, 2014.
- H. Berth, P. Förster, E. Brähler, M. Zenger, A. Zimmermann, Y. Stöbel-Richter: Innerdeutsche Migration und seelische Gesundheit. Ergebnisse aus der Sächsischen Längsschnittstudie. In E. Brähler, W. Wagner (Hrsg.): Kein Ende mit der Wende? Perspektiven aus Ost und West (S. 89–101). psychosozial-Verlag, Gießen, 2014
- P. Förster: Junge Ostdeutsche heute: doppelt enttäuscht. Ergebnisse einer Längsschnittstudie zum Mentalitätswandel zwischen 1987 und 2002. In: Aus Politik und Zeitgeschichte, 2003, 15, S. 6–17.
- P. Förster: Die 30-Jährigen in den neuen Bundesländern: Keine Zukunft im Osten! Ergebnisse einer systemübergreifenden Längsschnittstudie. In: Deutschland Archiv, 2004, 37, S. 23–42.
- P. Förster, E. Brähler, Y. Stöbel-Richter, H. Berth: Die „Wunde Arbeitslosigkeit“: Junge Ostdeutsche, Jg. 1973. In: Aus Politik und Zeitgeschichte, 2008, S. 40–41, 33–43.
- Y. Stöbel-Richter, E. Brähler, K. Weidner, H. Berth: Epidemiologische Aspekte der Familiengründung – was hat sich in den letzten 20 Jahren verändert? In: E. Brähler, I. Mohr (Hrsg.): 20 Jahre deutsche Einheit – Facetten einer geteilten Wirklichkeit. psychosozial Verlag, Gießen 2010, S. 124–137.
- Y. Stöbel-Richter, M. Zenger, H. Berth, E. Brähler: To what extent family planning can be seen as a rational decision making process? In: S. Salzborn, E. Davidov, J. Reinecke (Eds.): Methods, Theories and Empirical Applications in the Social Sciences (S. 303–307). Wiesbaden: Springer Verlag für Sozialwissenschaften, 2012
- Y. Stöbel-Richter, M. Zenger, H. Glaesmer, E. Brähler, H. Berth: Gesundheitsfolgen von Arbeitslosigkeit. In E. Brähler, W. Kiess, C. Schubert, J. Kiess (Hrsg.): Gesund und gebildet. Voraussetzungen für eine moderne Gesellschaft (S. 275–311). Göttingen: Vandenhoeck & Ruprecht, 2012.
- Y. Stöbel-Richter, M. Zenger, E. Brähler, H. Berth: Familiengründung in Ostdeutschland nach der Vereinigung. In: Berliner Debatte Initial, 2015, 26 (2), 66–77.
- M. Zenger, H. Berth, E. Brähler, Y. Stöbel-Richter: Health complaints and unemployment: the role of self-efficacy in a prospective cohort study. In: Journal of Social & Clinical Psychology, 2013, 32, 95–112.

### Forschungsberichte
- P. Förster: Junge Ostdeutsche im Jahr 12 nach der Vereinigung: Die Generation der zweifach Enttäuschten. Ergebnisbericht zur 16. Erhebungswelle. (PDF; 371 kB) 2003
- P. Förster: Junge Ostdeutsche im Jahr 13 nach der Vereinigung: Keine Zukunft im Osten! Ergebnisbericht zur 17. Erhebungswelle. (PDF; 530 kB) 2004
- P. Förster: Ohne Arbeit keine Freiheit! Warum junge Ostdeutsche rund 15 Jahre nach dem Zusammenbruch des Sozialismus noch nicht im gegenwärtigen Kapitalismus angekommen sind. Ergebnisbericht zur 18. Erhebungswelle. (PDF; 714 kB) 2005
- P. Förster: Warum viele junge Ostdeutsche den Kapitalismus wieder loswerden wollen. Beispiel: Die 32-Jährigen. Ergebnisbericht zur 19. Erhebungswelle. (PDF; 674 kB) 2006
- P. Förster: Kippt das Erleben von Arbeitslosigkeit die Bejahung der Wende? Beispiel: Die 33-Jährigen im Osten. Ergebnisbericht zur 20. Erhebungswelle. (PDF; 601 kB) 2007
- P. Förster: Folgen der Arbeitslosigkeit: Bei den Mittdreißigern im Osten ist die Bejahung der Wende abgestürzt, die Identifikation mit der DDR aber hat zugenommen. Ergebnisbericht zur 21. Erhebungswelle. (PDF; 753 kB) 2008
- P. Förster: Noch immer keine Zukunft im Osten. Ergebnisbericht zur 22. Erhebungswelle. (PDF; 992 kB) 2010
- P. Förster: Zwischenbilanz: Zwei Jahrzehnte nach Wende und deutscher Einheit ist die Generation der Mittdreißiger tief gespalten in Gewinner und Verlierer! Ergebnisbericht zur 23. Erhebungswelle. (PDF; 1,2 MB) 2011
- H. Berth, P. Förster, E. Brähler, M. Zenger & Y. Stöbel-Richter: 30 Jahre Deutsche Einheit aus sozialwissenschaftlicher Perspektive. Ausgewählte Ergebnisse der 31. Welle der Sächsischen Längsschnittstudie 2020. (PDF; 2,2 MB) Dresden: wiedervereinigung.de. ISBN 978-3-00-066756-5